# Abraão Gomes
Francisco Abraão Gomes de Oliveira, ou apenas Abraão Gomes, (Groaíras, 2 de abril de 1931 – Teresina, 29 de agosto de 1989) foi um empresário e político brasileiro, outrora deputado estadual pelo Piauí.

## Dados biográficos
Empresário, foi um dos proprietários da Rádio Difusora de Barras, Rádio Difusora de Teresina e sócio da TV Pioneira. Eleito prefeito de Porto pela ARENA em 1976, ingressou no PDS no curso do mandato. Primeiro suplente de deputado estadual pelo PFL em 1986, exerceu o mandato sob convocação logo no início da legislatura, embora sua passagem mais expressiva tenha sido quando o governador Alberto Silva nomeou Xavier Neto como secretário de Segurança em 1989. Agraciado com o título de cidadão piauiense em 1987, sofreu uma emboscada a caminho de casa em Teresina após uma sessão na Assembleia Legislativa do Piauí e foi assassinado com quatro tiros.
Seu filho, Eucário de Paiva Gomes, elegeu-se vereador em Porto via PFL em 1992.